# CDU Berlin
Die CDU Berlin ist ein Landesverband der Christlich Demokratischen Union Deutschlands im Land Berlin. Er hat seinen Sitz im Ortsteil Charlottenburg.
Zwischen 1953 und 1955, 1981 bis 1989 und von 1991 bis 2001 stellte die Partei den Regierenden Bürgermeister von Berlin und damit den Regierungschef des Landes Berlin. Dies ist seit April 2023 mit Ernennung Kai Wegners zum Regierenden Bürgermeister erneut der Fall. Franz Amrehn führte die Amtsgeschäfte des Regierenden Bürgermeisters kommissarisch als Stellvertreter 1957 aus. Von 1963 bis 1981 sowie von 2001 bis 2011 befand sich der Landesverband in der Opposition. Von 2011 bis 2016 regierte die CDU als Juniorpartner in einer Großen Koalition mit der Berliner SPD. Anschließend nahm die Partei erneut die Rolle der Opposition ein. Im Februar 2023 übertraf die CDU bei der Wahl zum Berliner Abgeordnetenhaus die SPD als stärkste politische Kraft und übernahm ab April 2023 Regierungsverantwortung in einer schwarz-roten Koalition, dem Senat Wegner.
Landesvorsitzender der CDU Berlin ist der Regierende Bürgermeister Kai Wegner.

## Gliederung des Landesverbandes
Der Landesverband der CDU Berlin gliedert sich in derzeit 12 geographisch an die jeweiligen Verwaltungsbezirke angelehnte Kreisverbände mit ihren 83 Ortsverbänden.
Außerdem unterhält er aktuell sieben anerkannte Vereinigungen sowie acht Arbeitskreise, 15 Foren und 20 Landesfachausschüsse.
Die politische Arbeit findet zumeist in den Foren und Landesfachausschüssen statt. In den Foren können sowohl Mitglieder als auch Nichtmitglieder mitwirken.

### Landesvorstand

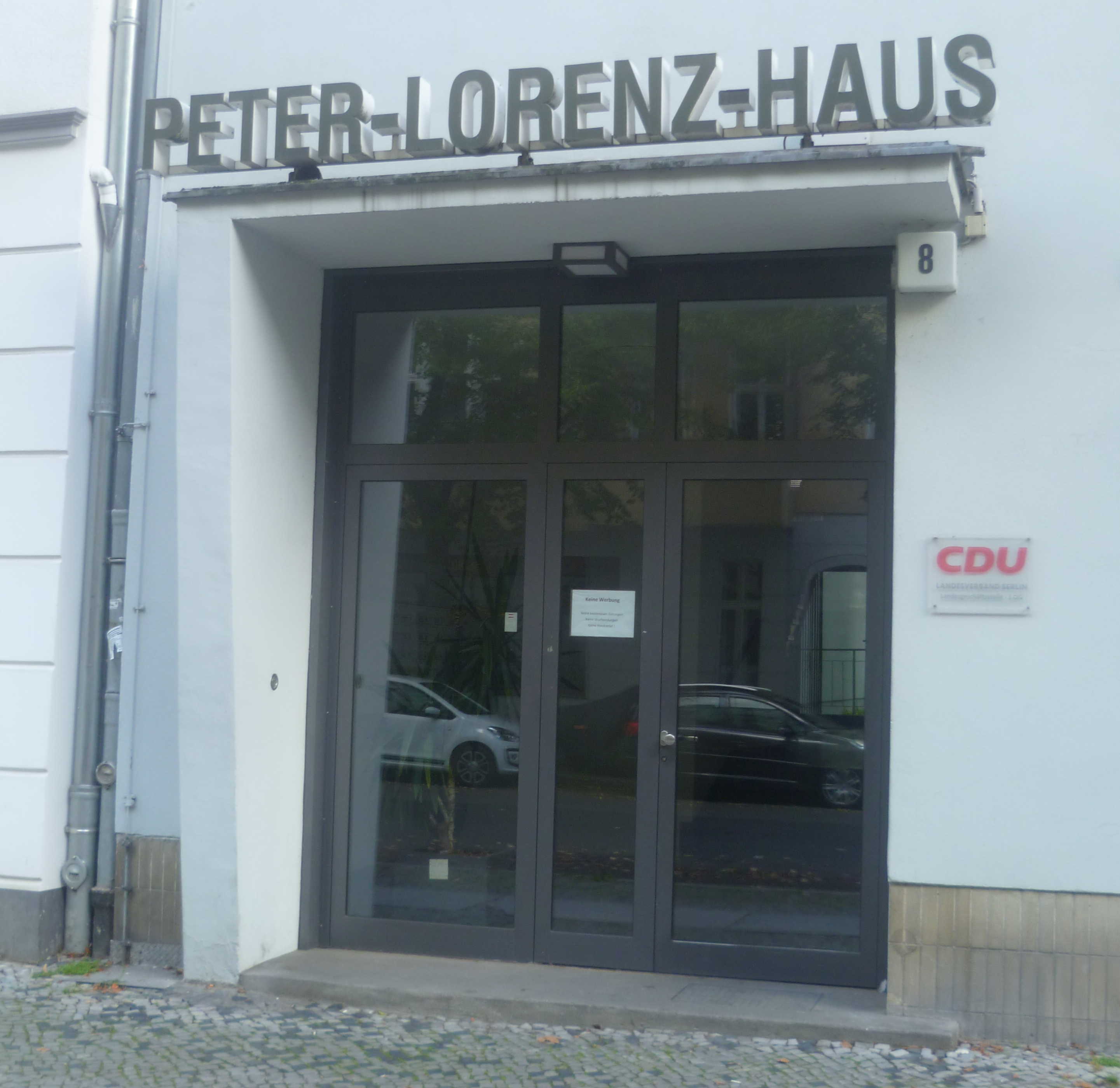
Sitz der CDU Berlin im Peter-Lorenz-Haus

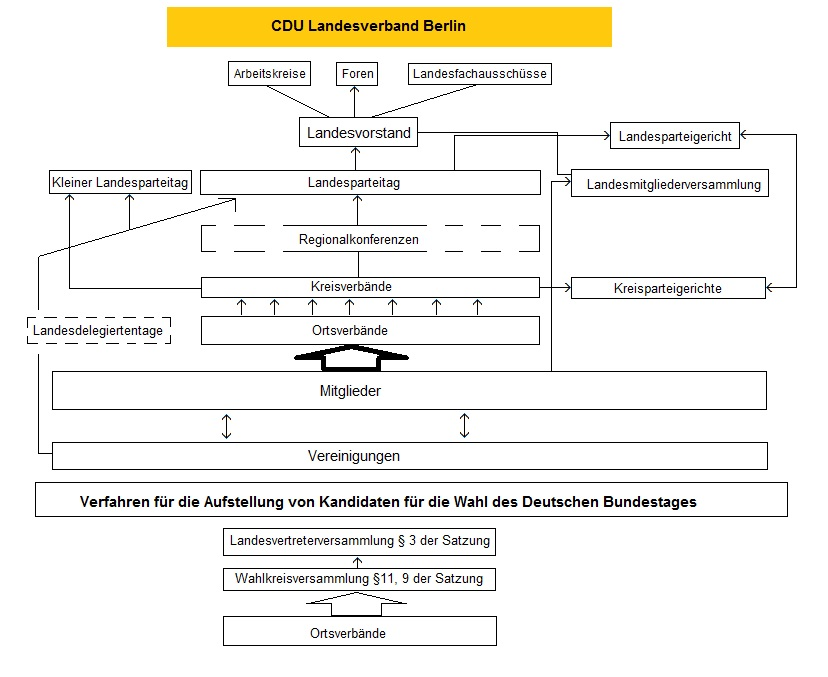
Struktur der CDU Berlin

Leitungsgremium der Berliner CDU ist der Landesvorstand, der sich aus dem Präsidium und weiteren Mitgliedern zusammensetzt.
Das Präsidium bildet sich aus dem Landesvorsitzenden, seinen bis zu vier Stellvertretern, der Generalsekretärin, dem Landesschatzmeister, der Mitgliederbeauftragten, dem Vorsitzenden der CDU-Fraktion im Abgeordnetenhaus von Berlin sowie dem Regierenden Bürgermeister, sofern dieser der CDU angehört.
Weitere Mitglieder sind bis zu zwölf Beisitzer, die im Landesverband Berlin organisierten Mitglieder des Bundesvorstands sowie der Ehrenvorsitzende.
In beratender Funktion nehmen zudem qua Amt der Landesgeschäftsführer, die Vorsitzenden der Vereinigungen und Kreisverbände, die Abgeordneten des Deutschen Bundestages und Abgeordnete des Europäischen Parlaments aus Berlin sowie, wenn diese Mitglieder der CDU sind, auch der Präsident oder die Vizepräsidenten des Abgeordnetenhauses von Berlin sowie die Bürgermeister von Berlin an den Sitzungen des Landesvorstands teil.
Der Landesvorstand der CDU Berlin wird im Zweijahresrhythmus gewählt, zuletzt am 9. September 2023.
| Stellung             | Funktion                                      | Name |
| -------------------- | --------------------------------------------- | --- |
| Präsidium            | Landesvorsitzender                            | Kai Wegner |
| Präsidium            | Generalsekretärin                             | Ottilie Klein |
| Präsidium            | stellv. Landesvorsitzende                     | Frank Balzer, Stefan Evers, Adrian Grasse, Nadja Zivkovic |
| Präsidium            | Landesschatzmeister                           | Jan-Marco Luczak |
| Präsidium            | Mitgliederbeauftragte                         | Manuela Anders-Granitzki |
| Präsidium            | Fraktionsvorsitzender im Abgeordnetenhaus     | Dirk Stettner |
| weitere Mitglieder   | Beisitzer                                     | Ulrike Billerbeck, Marita Fabeck, Daniela Fritz, Florian Graf, Ariturel Hack, Falko Liecke, Wilfried Nünthel, Beate Roll, Lucas Schaal, Marvin Schulz, Judith Stückler, Kurt Wansner |
| weitere Mitglieder   | Ehrenvorsitzender                             | Eberhard Diepgen |
| weitere Mitglieder   | Mitglieder des CDU-Bundesvorstandes           | Elke Hannack, Joe Chialo |
| beratende Mitglieder | Landesgeschäftsführer                         | Dirk Reitze |
| beratende Mitglieder | Vorsitzende der Vereinigungen                 | Harald Burkart A, Christina Henke, Gernot C. Nahrung, Arne Herz, Uwe Schmidt, Christian Gräff, Walter Gauks, Uwe Schmidt                                                             |
| beratende Mitglieder | Kreisvorsitzende                              | Mario Czaja, Timur Husein, Heiko Melzer, Maik Penn, Sven Rissmann, Stephan Standfuß, Detlef Wagner                                                                                   |
| beratende Mitglieder | Präsidentin des Abgeordnetenhauses            | Cornelia Seibeld |
| beratende Mitglieder | Berliner Mitglieder des Deutschen Bundestages | Monika Grütters |
| beratende Mitglieder | Berliner Mitglied des Europäischen Parlaments | Hildegard Bentele |

### Kreisverbände
| Kreisverband                   | Kreisvorsitzender | Ortsverband                               |
| ------------------------------ | ----------------- | ----------------------------------------- |
| Charlottenburg-Wilmersdorf     | Detlef Wagner     | Alt-Wilmersdorf                           |
| Charlottenburg-Wilmersdorf     | Detlef Wagner     | Charlottenburg-Nord                       |
| Charlottenburg-Wilmersdorf     | Detlef Wagner     | City-Kurfürstendamm                       |
| Charlottenburg-Wilmersdorf     | Detlef Wagner     | Gartenstadt-Schmargendorf                 |
| Charlottenburg-Wilmersdorf     | Detlef Wagner     | Grunewald-Halensee                        |
| Charlottenburg-Wilmersdorf     | Detlef Wagner     | Charlottenburg                            |
| Charlottenburg-Wilmersdorf     | Detlef Wagner     | Westend                                   |
| Friedrichshain-Kreuzberg       | Timur Husein      |                                           |
| Friedrichshain-Kreuzberg       | Timur Husein      | Friedrichshain                            |
| Friedrichshain-Kreuzberg       | Timur Husein      | Kreuzberg                                 |
| Lichtenberg                    | Martin Pätzold    | Hohenschönhausen                          |
| Lichtenberg                    | Martin Pätzold    | Lichtenberg-Mitte                         |
| Lichtenberg                    | Martin Pätzold    | Friedrichsfelde                           |
| Lichtenberg                    | Martin Pätzold    | Karlshorst                                |
| Mitte                          | Sven Rissmann     | Bernauer Straße                           |
| Mitte                          | Sven Rissmann     | Brandenburger Tor                         |
| Mitte                          | Sven Rissmann     | Moabit                                    |
| Mitte                          | Sven Rissmann     | Tiergarten                                |
| Mitte                          | Sven Rissmann     | Wedding                                   |
| Neukölln                       | Falko Liecke      | Britz                                     |
| Neukölln                       | Falko Liecke      | Buckow                                    |
| Neukölln                       | Falko Liecke      | Gropiusstadt                              |
| Neukölln                       | Falko Liecke      | Nord-Neukölln                             |
| Neukölln                       | Falko Liecke      | Rudow                                     |
| Pankow                         | Dirk Stettner     | Alt-Pankow                                |
| Pankow                         | Dirk Stettner     | Prenzlauer Berg Ost                       |
| Pankow                         | Dirk Stettner     | An der Panke                              |
| Pankow                         | Dirk Stettner     | Pankow-Nord                               |
| Pankow                         | Dirk Stettner     | Pankow Süd                                |
| Pankow                         | Dirk Stettner     | Prenzlauer Allee                          |
| Pankow                         | Dirk Stettner     | Schönhauser Allee                         |
| Pankow                         | Dirk Stettner     | Weißensee                                 |
| Reinickendorf                  | Frank Balzer      | Am Schäfersee                             |
| Reinickendorf                  | Frank Balzer      | Borsigwalde                               |
| Reinickendorf                  | Frank Balzer      | Frohnau                                   |
| Reinickendorf                  | Frank Balzer      | Heiligensee, Konradshöhe und Tegelort     |
| Reinickendorf                  | Frank Balzer      | Hermsdorf                                 |
| Reinickendorf                  | Frank Balzer      | Lübars-Waidmannslust                      |
| Reinickendorf                  | Frank Balzer      | Märkisches Viertel                        |
| Reinickendorf                  | Frank Balzer      | Reinickendorf-West                        |
| Reinickendorf                  | Frank Balzer      | Tegel                                     |
| Reinickendorf                  | Frank Balzer      | Wittenau                                  |
| Spandau                        | Heiko Melzer      | Gatow                                     |
| Spandau                        | Heiko Melzer      | Hakenfelde-Neustadt                       |
| Spandau                        | Heiko Melzer      | Kladow                                    |
| Spandau                        | Heiko Melzer      | Klosterfelde                              |
| Spandau                        | Heiko Melzer      | Siemensstadt                              |
| Spandau                        | Heiko Melzer      | Spandau-West                              |
| Spandau                        | Heiko Melzer      | Wilhelmstadt                              |
| Spandau                        | Heiko Melzer      | Zitadelle                                 |
| Steglitz-Zehlendorf            | Stephan Standfuß  | Steglitz-Zentrum                          |
| Steglitz-Zehlendorf            | Stephan Standfuß  | Steglitz-Südende                          |
| Steglitz-Zehlendorf            | Stephan Standfuß  | Lichterfelde                              |
| Steglitz-Zehlendorf            | Stephan Standfuß  | Lilienthal                                |
| Steglitz-Zehlendorf            | Stephan Standfuß  | Lankwitz                                  |
| Steglitz-Zehlendorf            | Stephan Standfuß  | Dahlem                                    |
| Steglitz-Zehlendorf            | Stephan Standfuß  | Mitte                                     |
| Steglitz-Zehlendorf            | Stephan Standfuß  | Süd                                       |
| Steglitz-Zehlendorf            | Stephan Standfuß  | Düppel                                    |
| Steglitz-Zehlendorf            | Stephan Standfuß  | Wannsee                                   |
| Steglitz-Zehlendorf            | Stephan Standfuß  | Nikolassee – Schlachtensee – Krumme Lanke |
| Tempelhof-Schöneberg           | Jan-Marco Luczak  | Alt-Tempelhof                             |
| Tempelhof-Schöneberg           | Jan-Marco Luczak  | Friedenau                                 |
| Tempelhof-Schöneberg           | Jan-Marco Luczak  | Innsbrucker Platz                         |
| Tempelhof-Schöneberg           | Jan-Marco Luczak  | Kleistpark                                |
| Tempelhof-Schöneberg           | Jan-Marco Luczak  | Lichtenrade                               |
| Tempelhof-Schöneberg           | Jan-Marco Luczak  | Mariendorf / Marienfelde                  |
| Tempelhof-Schöneberg           | Jan-Marco Luczak  | Neu-Tempelhof                             |
| Tempelhof-Schöneberg           | Jan-Marco Luczak  | Schöneberger Westen                       |
| Treptow-Köpenick               | Maik Penn         | Altglienicke-Adlershof                    |
| Treptow-Köpenick               | Maik Penn         | Cöpenicker Dammvorstadt                   |
| Treptow-Köpenick               | Maik Penn         | Köpenick Süd                              |
| Treptow-Köpenick               | Maik Penn         | Schöneweide                               |
| Treptow-Köpenick               | Maik Penn         | Bohnsdorf                                 |
| Treptow-Köpenick               | Maik Penn         | Köpenick                                  |
| Treptow-Köpenick               | Maik Penn         | Müggelsee                                 |
| Treptow-Köpenick               | Maik Penn         | Treptower Norden                          |
| Wuhletal (Marzahn-Hellersdorf) | Mario Czaja       | Biesdorf                                  |
| Wuhletal (Marzahn-Hellersdorf) | Mario Czaja       | Hellersdorf                               |
| Wuhletal (Marzahn-Hellersdorf) | Mario Czaja       | Kaulsdorf-Mahlsdorf                       |
| Wuhletal (Marzahn-Hellersdorf) | Mario Czaja       | Kaulsdorf-Nord                            |
| Wuhletal (Marzahn-Hellersdorf) | Mario Czaja       | Marzahn-Mitte                             |
| Wuhletal (Marzahn-Hellersdorf) | Mario Czaja       | Marzahn NordWest                          |

### Vereinigungen
| Vereinigung                                                     | Landesvorsitzende(r) |
| --------------------------------------------------------------- | -------------------- |
| Junge Union Berlin (JU Berlin)                                  | Harald Burkart       |
| Frauen-Union Berlin (FU Berlin)                                 | Christina Henke      |
| Christlich-Demokratische Arbeitnehmerschaft Berlin (CDA Berlin) | Gernot C. Nahrung    |
| Kommunalpolitische Vereinigung Berlin (KPV Berlin)              | Arne Herz            |
| Mittelstands- und Wirtschaftsunion Berlin (MIT)                 | Christian Gräff      |
| Ost- und Mitteldeutsche Vereinigung Berlin (OMV)                | Walter Gauks         |
| Senioren-Union Berlin                                           | Uwe Schmidt          |

### Arbeitskreise
| Vereinigung                                                                        | Vorsitz            |
| ---------------------------------------------------------------------------------- | ------------------ |
| Arbeitskreis Christlich-Demokratischer Juristen Berlin (ACDJ Berlin)               | Robert Seegmüller  |
| Evangelischer Arbeitskreis der CDU/CSU Berlin-Brandenburg (EAK Berlin/Brandenburg) | Cornelia Seibeld   |
| Lesben und Schwule in der Union Berlin (LSU Berlin)                                | Christian Schoeler |
| Netzwerk Aussiedler Berlin                                                         | Georg Dege         |
| Netzwerk Integration Berlin                                                        |                    |
| Polizeiarbeitskreis in der Berliner CDU (PolAK Berlin)                             | Frank Balzer       |
| Ring Christlich-Demokratischer Studenten Nordost (RCDS Nordost)                    | Charlotte Beermann |
| Schüler Union Berlin (SU Berlin)                                                   | Moritz Rohland     |

### Foren  und Landesfachausschüsse
| Forum                                   | Vorsitz               | Landesfachausschuss                                                |
| --------------------------------------- | --------------------- | ------------------------------------------------------------------ |
| Beste Bildung für Berlin                | Sandra Khalatbari     | Bildung                                                            |
| Digitale Transformation                 | Lars Zimmermann       | Digitalisierung Digitalwirtschaft                                  |
| Berlin in der Welt                      | Hildegard Bentele     | Europa- und Außenpolitik                                           |
| Gesundheitsstadt Berlin                 | Delia Strunz          | Gesundheit und Pflege                                              |
| Sicherheit und Ordnung                  | Dr. Sebastian Söllner | Sicherheit und Ordnung                                             |
| Soziales Berlin                         | Falko Liecke          | Soziales Berlin                                                    |
| Miteinander der Generationen            | Alexander Schie       | Leben im Alter Junge Politik Familienfreundliches Berlin           |
| Justiz und Rechtspolitik                | Jan-Marco Luczak      | Justiz                                                             |
| Kulturmetropole Berlin                  | Joe Chialo            | Kultur                                                             |
| Zukunft des Berliner Sports             | Andreas Statzkowski   | Sport                                                              |
| Lebenswerte Stadt                       | Stefan Evers          | Stadtentwicklung Wohnungspolitik                                   |
| Mobilität der Zukunft                   | Oliver Friederici     | Mobilität der Zukunft                                              |
| Hauptstadt und Nachhaltigkeit           | Thomas Heilmann       | Klimaschutz, Umwelt und Energie Ökologisch-Soziale Marktwirtschaft |
| Starke Wirtschaft                       | Kevin Kratzsch        | Wirtschaft                                                         |
| Exzellenz in Wissenschaft und Forschung | Adrian Grasse         | Wissenschaft und Forschung                                         |

### Landesparteigericht
| Funktion     | Name               |
| ------------ | ------------------ |
| Vorsitzender | Hans-Jörg Dietsche |
| Beisitzer    | Jan Hegemann       |
| Beisitzer    | Martin Mrosk       |

## Geschichte

### Gründung und Teilung (1945–1950)
Am 26. Juni 1945 erschien der Berliner Gründungsaufruf zur Bildung einer überkonfessionellen großen Partei. Am 13. November 1945 wurde der Berliner Landesverband der CDU gegründet. Erster Vorsitzender wurde für eine kurze Übergangszeit der Journalist Karl Brammer. Auf Brammer folgte bereits 1946 der Mitbegründer der Freien Universität Kurt Landsberg, der das Amt des Landesparteichefs bis 1947 ausübte. Ihm folgte Walther Schreiber im Amt.
Bei der Wahl zur Stadtverordnetenversammlung von Groß-Berlin 1946 wurde die CDU mit 22,2 % zweitstärkste Kraft hinter der SPD, aber vor der SED. Die CDU trat in der Folge einer Koalition mit SPD und LDP bei. Auch bei der Wahl zur Stadtverordnetenversammlung von Groß-Berlin 1948 konnte die CDU mit 19,4 % Stimmanteil und 26 Sitzen die zweitstärkste Fraktion bilden.
Am 10. Februar 1948 erfolgte die Teilung der CDU Berlin, da auf Anweisung der Sowjets der Landesverband Berlin der CDU vom Verband der CDU in der Sowjetischen Besatzungszone ausgegliedert wurde. Am 30. November 1948 erfolgte die Teilung Berlins.
Die folgenden Abschnitte beschreiben die Geschichte der CDU in West-Berlin bis zur Deutschen Wiedervereinigung 1990, ab dann wieder die Geschichte der CDU in ganz Berlin.
Bei der infolge der Spaltung erforderlich gewordenen Wahl einer in ihrem Wirkungsbereich auf Westberlin beschränkten Stadtverordnetenversammlung am 5. Dezember 1948 sackte die CDU auf 19,4 Prozent der Stimmen ab, während die SPD unter Ernst Reuter mit 64,5 % ihr bis heute bestes Ergebnis in Berlin erzielte. Aufgrund der durch die Blockade verursachte Krisensituation wurde die Koalition von SPD, CDU und LDP trotz der absoluten Mehrheit der SPD fortgesetzt.

### Die Zeit als Juniorpartner in der Allparteienregierung (1950–1953)
Bei der Wahl zum Abgeordnetenhaus von Berlin 1950 vermochten SPD, CDU und FDP jeweils eine Fraktion zu stellen. Die CDU konnte unter ihrem damaligen Spitzenkandidaten Walther Schreiber 24,7 % der Stimmen erreichen. Zusammen mit der FDP, die auf 23,1 % der Stimmen gekommen war, hätte sich rechnerisch eine absolute Mandatsmehrheit für eine schwarz-gelbe Koalition ergeben. Allerdings kandidierten sowohl Schreiber als auch der SPD-Politiker Ernst Reuter im Abgeordnetenhaus für das Amt des Regierenden Bürgermeisters. Als jedoch beide Kandidaten mit jeweils 62 Stimmen die absolute Mehrheit verfehlten, verzichtete Schreiber zugunsten Reuters auf die Position des Regierenden Bürgermeisters und es kam zur Bildung einer Allparteienregierung, in der Schreiber Stellvertreter des Landesregierungschefs wurde. Noch während dieser Zeit gab Schreiber sein Amt als CDU-Landesvorsitzender an Robert Tillmanns ab.

### Die Regierung Walther Schreibers (1953–1955)
Nach Reuters Tod am 29. September 1953 zerbrach die rot-schwarz-gelbe Regierungskoalition. Stattdessen bildeten nun Christdemokraten und Liberale ein schwarz-gelbes Regierungsbündnis unter Führung von Schreiber, während die Sozialdemokraten in die Opposition gingen. Als Regierender Bürgermeister setzte sich Schreiber für eine Steigerung der Bundeshilfen für Berlin ein.

### Juniorpartner in einer Großen Koalition (1955–1961)
Ein Jahr später erreichte die SPD bei der Abgeordnetenhauswahl die absolute Mehrheit der Mandate.
Trotz der absoluten Mandatsmehrheit bot der Spitzenkandidat der Sozialdemokraten, Otto Suhr, der CDU Koalitionsverhandlungen an. In der Folge wurde eine Große Koalition gebildet. Im Senat Suhr übernahm Franz Amrehn als Bürgermeister den Stellvertreterposten des Regierungschefs. Auch unter Suhrs Nachfolger Willy Brandt behielt Amrehn diese Position in dessen erstem Senat. Zudem übernahm Amrehn nach dem Tod Otto Suhrs am 30. August 1957 bis zur Wahl Willy Brandts kommissarisch die Amtsgeschäfte des Regierenden Bürgermeisters von Berlin.
1955 wurde Ernst Lemmer zum neuen Landesvorsitzenden gewählt. 1958 errang die SPD erstmals die absolute Mehrheit der Stimmen und der Sitze im Abgeordnetenhaus. Auch die Landes-CDU konnte ihr Ergebnis verbessern. Trotz der Mehrheitsverhältnis wurde die schwarz-rote Koalition abermals fortgesetzt und Amrehn blieb auch in Brandts zweitem Senat Bürgermeister. Bei der Wahl zum Abgeordnetenhaus von Berlin 1963 mussten die Christdemokraten, die wiederum mit Amrehn als Spitzenkandidaten angetreten waren, mit 28,8 % der Stimmen eine herbe Niederlage einstecken. Die Sozialdemokraten, die unter Führung Brandts mit 61,9 % ihr zweitbestes Landesergebnis errungen hatten, wechselten nun den Koalitionspartner und gingen trotz ihrer absoluten Mandatsmehrheit ein Regierungsbündnis mit der FDP ein. Der Landes-CDU blieb deshalb lediglich der Gang in die Opposition.

### 18 Jahre Opposition (1963–1981)

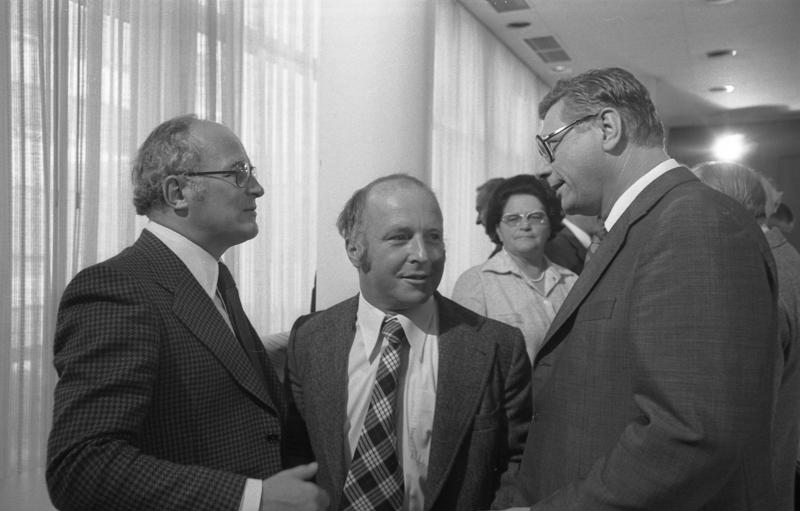
Peter Lorenz (rechts) 1976 neben Rainer Barzel (links) und Norbert Blüm (Mitte)

Bei den Abgeordnetenhauswahlen 1967 und 1971 konnte die CDU ihre Stimmergebnisse wieder steigern und weiterhin die zweitstärkste Fraktion des Landesparlaments bilden. Allerdings ergab sich während dieser Zeit keine Regierungsbeteiligung für die Christdemokraten. Bei der Abgeordnetenhauswahl 1975 gelang es der CDU mit ihrem Spitzenkandidaten Peter Lorenz erstmals die SPD in West-Berlin an Stimmen und Mandaten zu überholen. Allerdings bildeten die Sozialdemokraten, die bei der Wahl ihre absolute Mehrheit verloren hatten, erneut ein rot-gelbes Regierungsbündnis.
1979 trat Richard von Weizsäcker als Spitzenkandidat der Berliner CDU an. Unter seiner Führung gelang es den Berliner Christdemokraten mit 63 Parlamentssitzen erneut die stärkste Fraktion im Abgeordnetenhaus zu stellen. Da jedoch SPD und FDP zusammen auf 72 Mandate kamen, wurde die sozialliberale Koalition unter Dietrich Stobbe fortgesetzt, während die CDU wiederum in der Opposition verblieb.

### Richard von Weizsäcker (1981–1983) und Eberhard Diepgen (1983–2002)
Richard von Weizsäcker übernahm 1981 den Berliner Landesvorsitz und im Berliner Landesverband wurde mit Günter Straßmeir erstmals ein Generalsekretär ernannt. Im selben Jahr trat Stobbe nach der Garski-Affäre vom Amt des Berliner Regierungschefs zurück, während der bisherige Bundesjustizminister Hans-Jochen Vogel (SPD) seine Nachfolge antrat und sich daraufhin Neuwahlen stellte.
Von Weizsäcker trat erneut als Spitzenkandidat seiner Partei an und konnte bei der Abgeordnetenhauswahl 1981 mit 48,0 % Stimmenanteil das bislang beste Ergebnis der CDU in Berlin erringen. Da sich keine rot-gelbe Parlamentsmehrheit ergeben hatte und sich die FDP weigerte mit der CDU zu koalieren, bildete von Weizsäcker einen CDU-Minderheitssenat. Erst im März 1983 traten die Berliner Liberalen dem Senat Weizsäcker bei. Da 1984 Richard von Weizsäcker zum Bundespräsidenten gewählt wurde, folgte ihm Eberhard Diepgen im Amt des Regierenden Bürgermeisters. Diepgen setzte das Bündnis mit der FDP fort.

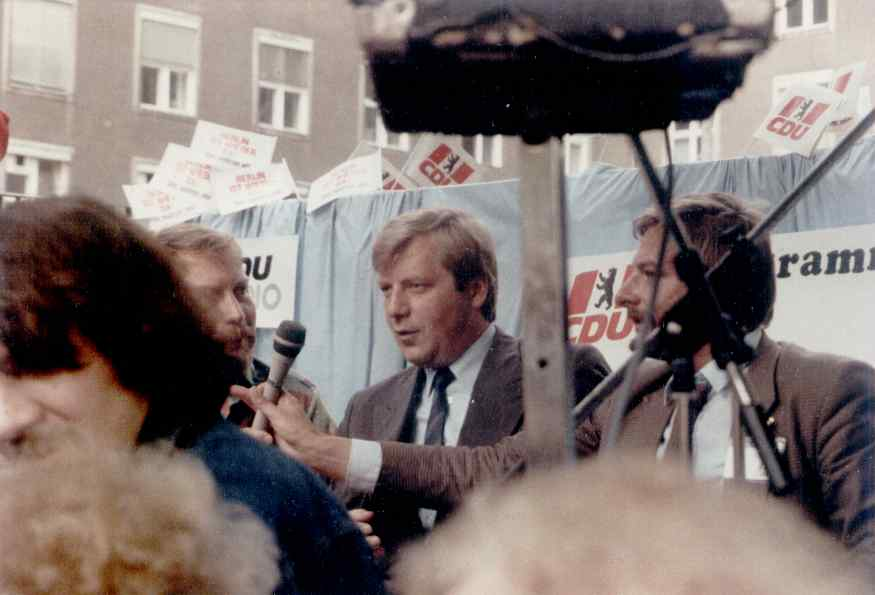
Eberhard Diepgen bei einer Wahlkampfveranstaltung der Berliner CDU

Bei der Abgeordnetenhaus-Wahl 1985 wurde die schwarz-gelbe Koalition im Amt bestätigt und fortgeführt. 1989 büßte die CDU bei der Abgeordnetenhauswahl 8,7 Prozentpunkte ein und kam, ebenso wie die SPD, nur mehr auf 55 Sitze. Während der SPD-Spitzenkandidat Walter Momper den ersten rot-grünen Senat in Berlin bildete, wurde Diepgen Oppositionsführer.
Am 8. September 1990 erfolgte schließlich die Vereinigung der CDU-Verbände aus dem bisherigen Ost- bzw. Westteil der Stadt zu einem gemeinsamen Landesverband.
Im Rahmen des Vereinigungsprozesses wurde die Legislaturperiode des Abgeordnetenhauses vorzeitig beendet. Aus der Gesamt-Berliner Wahl am 2. Dezember 1990 ging die CDU mit ihrem Spitzenkandidaten Eberhard Diepgen siegreich hervor. Diepgen bildete nun eine Koalition mit der SPD, die auch nach den Abgeordnetenhauswahlen 1995 und 1999 fortgesetzt wurde. In der Legislaturperiode von 1991 bis 1995 amtierte mit der CDU-Politikerin Hanna-Renate Laurien die erste Frau als Präsidentin des Abgeordnetenhauses.
Wegen des Berliner Bankenskandals trat die Berliner SPD 2001 aus dem Regierungsbündnis mit der CDU aus. Am 16. Juni 2001 wurde Diepgen durch ein Misstrauensvotum gestürzt und von Klaus Wowereit (SPD) abgelöst. In Berlin wurde nun ein rot-grüner Minderheitsenat gebildet, der durch die PDS toleriert wurde.
Die CDU musste schließlich in die Opposition wechseln; Diepgen wurde 2002 letztlich als Landesvorsitzender durch Christoph Stölzl abgelöst.

### Oppositionszeit (2001–2011)
Bei der Abgeordnetenhauswahl am 21. Oktober 2001 trat die CDU mit ihrem neuen Fraktionschef Frank Steffel als Spitzenkandidat an. Allerdings verlor die CDU 17 Prozentpunkte und ging lediglich als zweite Kraft aus den Wahlen hervor. Wowereit ging nun eine rot-rote Koalition mit der PDS ein, die CDU verblieb als stärkste Oppositionsfraktion im Abgeordnetenhaus. Als CDU-Fraktionschef blieb Steffel bis 2003 Oppositionsführer.
2006 trat Friedbert Pflüger als Spitzenkandidat gegen Wowereit an, doch abermals konnte die CDU lediglich die zweitstärkste Fraktion bilden und erhielt mit nur 21,3 % ihr bisher schlechtestes Wahlergebnis bei einer Berliner Abgeordnetenhauswahl.
In der Oppositionszeit wechselten die Landesvorsitzenden vergleichsweise häufig: Christoph Stölzl, Joachim Zeller und Ingo Schmitt waren nur relativ kurze Zeit im Amt.
2008 wurde Frank Henkel zum Landesvorsitzenden gewählt. Er übernahm im September 2008 auch den Vorsitz der CDU-Fraktion und wurde somit neuer Oppositionsführer im Abgeordnetenhaus.

### Große Koalition SPD/CDU (2011–2016)
Nach der Abgeordnetenhauswahl im September 2011 befand sich die CDU, die mit nur 23,4 Prozent erneut ein schlechtes Wahlergebnis erzielte, ab November 2011 in Berlin dennoch wieder in der Regierungsverantwortung – dieses Mal als Juniorpartner in einer Großen Koalition mit der SPD unter Klaus Wowereit, der abermals zum Regierenden Bürgermeister gewählt wurde.
Mit dem Landesvorsitzenden Frank Henkel stellte die CDU nun den Innensenator und Bürgermeister von Berlin (Vertreter des Regierenden Bürgermeisters). Beide Parteien waren in der Koalition jeweils mit vier Senatoren vertreten. Henkel gab wegen des Einzugs in den Senat sein Amt als Fraktionsvorsitzender auf. Sein Nachfolger wurde Florian Graf.
Die Koalition wurde auch nach dem Rücktritt Wowereits im Dezember 2014 unter dem neuen Regierenden Bürgermeister Michael Müller fortgesetzt.

### Oppositionszeit (2016–2023)
Bei der Wahl im September 2016 erzielte die Berliner CDU mit nur 17,6 Prozent das schlechteste Ergebnis aller Abgeordnetenhauswahlen. Auch in den Bezirken verlor die CDU erheblich und konnte letztlich nur noch in Steglitz-Zehlendorf und in Reinickendorf den Bezirksbürgermeister stellen.
Der bisherige Regierende Bürgermeister Michael Müller bildete mit der Partei Die Linke und den Grünen eine rot-rot-grüne Koalition und ließ sich erneut zum Regierungschef wählen. Die CDU wurde im Landesparlament größte Oppositionspartei und stellte mit Florian Graf somit den Oppositionsführer.
Der bisherige Landesvorsitzende Frank Henkel gab aufgrund des schlechten Wahlergebnisses sein Amt auf, woraufhin im Dezember 2016 die Berliner Bundestagsabgeordnete und Beauftragte der Bundesregierung für Kultur und Medien, Monika Grütters, zur neuen Landesvorsitzenden gewählt wurde. Neuer Generalsekretär wurde der Abgeordnete Stefan Evers.
Im Dezember 2017 wurde der Landesvorstand unter Führung von Grütters turnusgemäß neu gewählt und zugleich nahezu komplett neu aufgestellt.
Am 12. Juni 2018 trat der bisherige Fraktionsvorsitzende Florian Graf wegen beruflicher Veränderungen zurück. Am selben Tag wurde der Innenpolitische Sprecher der CDU-Fraktion, Burkard Dregger, zu dessen Nachfolger gewählt. Er nahm somit auch die Rolle des Oppositionsführers im Abgeordnetenhaus ein.
Nachdem der frühere Generalsekretär Kai Wegner ankündigte, im Mai 2019 für den Landesvorsitz zu kandidieren, verzichtete Grütters auf eine erneute Kandidatur.
Wegner wurde schließlich am 18. Mai 2019 zum neuen Landesvorsitzenden gewählt. Am 9. Oktober 2020 kündigte er an als CDU-Spitzenkandidat bei der Abgeordnetenhauswahl im Herbst 2021 anzutreten. Am 19. Juni 2021 wurde er formal mit 92,7 % als Spitzenkandidat durch den Landesparteitag gewählt und zudem im Amt des Landesvorsitzenden bestätigt.
Bei der Abgeordnetenhauswahl im September 2021 erzielte die CDU jedoch nur 18,0 Prozent der Zweitstimmen und fiel hinter der SPD (21,4 Prozent) und den Grünen (18,9 Prozent) erstmals auf Platz drei. Neben seiner Funktion als Landesvorsitzender übernahm Kai Wegner am 30. September 2021 auch das Amt des Fraktionsvorsitzenden im Abgeordnetenhaus, nachdem sein Vorgänger Burkard Dregger überraschend nicht wieder in das Parlament gewählt wurde.
Aus den schlechten Ergebnissen bei den Wahlen zu den Bezirksverordnetenversammlungen am 18. September 2021 resultierend, stellt die CDU Berlin derzeit keinen Bezirksbürgermeister mehr.
Obwohl die rot-rot-grüne Landesregierung bei der Wahl bestätigt wurde, kündigte die SPD-Spitzenkandidatin Franziska Giffey an, auch Sondierungsgespräche mit CDU und FDP führen zu wollen. Nachdem dieses Vorhaben auf erhebliche Kritik im SPD-Landesverband stieß, führte Giffey schließlich Koalitionsverhandlungen mit den Grünen und der Linke. Am 21. Dezember 2021 wurde sie als Regierende Bürgermeisterin an die Spitze eines rot-grün-roten Senats gewählt, weshalb die CDU erneut die Oppositionsrolle im Berliner Abgeordnetenhaus einnahm.
Aufgrund massiver Unregelmäßigkeiten und Durchführungsproblemen erklärte der Verfassungsgerichtshof des Landes Berlin die Abgeordnetenhauswahl 2021 im Nachhinein für ungültig. Für die für den 12. Februar 2023 angesetzte Wiederholungswahl zum Abgeordnetenhaus trat Kai Wegner erneut als Spitzenkandidat der CDU Berlin an. Obwohl rechtlich unnötig, wurde Wegner auf dem CDU-Landesparteitag am 26. November 2022 als Spitzenkandidat bestätigt.
Unter Führung von Kai Wegner verbesserte die CDU Berlin bei der Wiederholungswahl zum Abgeordnetenhaus ihr Ergebnis um 10,2 Prozent im Vergleich zur ungültig erklärten Wahl von 2021 bzw. um 10,6 Prozent im Vergleich zur Abgeordnetenhauswahl im Jahr 2016. Mit 28,2 Prozent lag die CDU 9,8 Prozentpunkte vor SPD und Grünen mit je 18,4 Prozent (wobei die SPD mit 53 Stimmen vor den Grünen führte und zweitstärkste Kraft wurde). Der ehemalige Fraktionsvorsitzende Burkard Dregger errang das 2021 verloren gegangene Direktmandat in seinem Wahlkreis (Reinickendorf 1) zurück und zog wieder in das Abgeordnetenhaus ein. Außerdem setzte sich im Wahlkreis Neukölln 6 der CDU-Kandidat Olaf Schenk im Kampf um das Direktmandat deutlich gegen die Regierende Bürgermeisterin Franziska Giffey durch (45,3 zu 29,6 Prozent).
Bei den parallel stattgefundenen Wiederholungswahlen zu den Bezirksverordnetenversammlungen konnte die CDU ebenfalls stark zulegen und stellt nun in neun von zwölf Bezirken die stärkste Fraktion. Obwohl die 2021 gewählten Bezirksbürgermeister trotz teils veränderter Mehrheitsverhältnisse als Beamte auf Zeit bis 2026 in ihren Ämtern bleiben könnten, kam es in einigen Berliner Bezirken zu Rücktritten und Wechsel der Zählgemeinschaften. Im Bezirk Berlin-Lichtenberg etwa wurde der CDU-Politiker Michael Schaefer zum Bezirksbürgermeister einer Zählgemeinschaft aus CDU, Grünen und SPD gewählt.
Am 16. Februar 2023 wurde Wegner mit 98,07 Prozent als Fraktionsvorsitzender der auf 52 Abgeordneten gewachsenen CDU-Fraktion im Abgeordnetenhaus bestätigt. Weiterhin wurde die CDU-Abgeordnete Cornelia Seibeld von der Partei für das Amt der Präsidentin des Abgeordnetenhauses nominiert.

### Seniorpartner in einer Großen Koalition (seit 2023)
In den Tagen nach der Abgeordnetenhauswahl führte Wegner je drei Sondierungsgespräche mit SPD und den Grünen; auch die drei Parteien der bisherigen Regierungskoalition kamen drei Mal zusammen. Am 1. März 2023 empfahl die SPD-Sondierungskommission um Franziska Giffey dem SPD-Landesvorstand, Koalitionsverhandlungen mit der CDU aufzunehmen, welchen dieser zustimmte. Tags darauf stimmte wiederum der CDU-Landesvorstand auf Wegners Empfehlung für Koalitionsverhandlungen mit der SPD.
Bei der Konstituierung des Abgeordnetenhauses am 16. März 2023 wurde Cornelia Seibeld mit 117 von 156 Stimmen zur Parlamentspräsidentin gewählt. Sie ist die zweite Frau an der Spitze des Abgeordnetenhauses, nach Hanna-Renate Laurien (CDU), die von 1991 bis 1995 amtierte.
Am 3. April 2023 stellten CDU und SPD ihr Regierungsprogramm mit dem Motto „Das Beste für Berlin“ vor. Bei einem SPD-Mitgliedervotum sprach sich eine knappe Mehrheit von 54,3 Prozent der Berliner SPD-Mitglieder für die schwarz-rote Koalition aus; die Berliner CDU stimmte einstimmig dafür.
Bei der Wahl zum Regierenden Bürgermeister am 27. April 2023 im Berliner Abgeordnetenhaus fiel Wegner im ersten Wahlgang trotz einer Regierungsmehrheit von 86 Stimmen überraschend durch. Er erhielt lediglich 71 Stimmen und stellte sich einem zweiten Wahlgang, den er mit 79 Stimmen ebenfalls verlor. Erst im dritten Wahlgang wurde er mit den Stimmen von 86 Abgeordneten in sein Amt gewählt. Anschließend wurde der Kreisvorsitzender der CDU Pankow, Dirk Stettner, von der CDU-Fraktion zum neuen Fraktionsvorsitzenden und damit zum Nachfolger von Kai Wegner in diesem Amt gewählt.
Am 9. September 2023 wurde Wegner das erste Mal im Amt des Regierenden Bürgermeisters als Landesvorsitzender der CDU Berlin bestätigt. Auf einem Landesparteitag erhielt er 94,67 Prozent (berechnet mit Enthaltungen) bzw. 96,14 Prozent (berechnet ohne Enthaltungen) der Delegiertenstimmen. Zudem setzte er mit Ottilie Klein seine Wunschkandidatin als Generalsekretärin der CDU Berlin und Nachfolgerin von Stefan Evers durch.

## Vorsitzende in Berlin bzw. West-Berlin 1948–1990

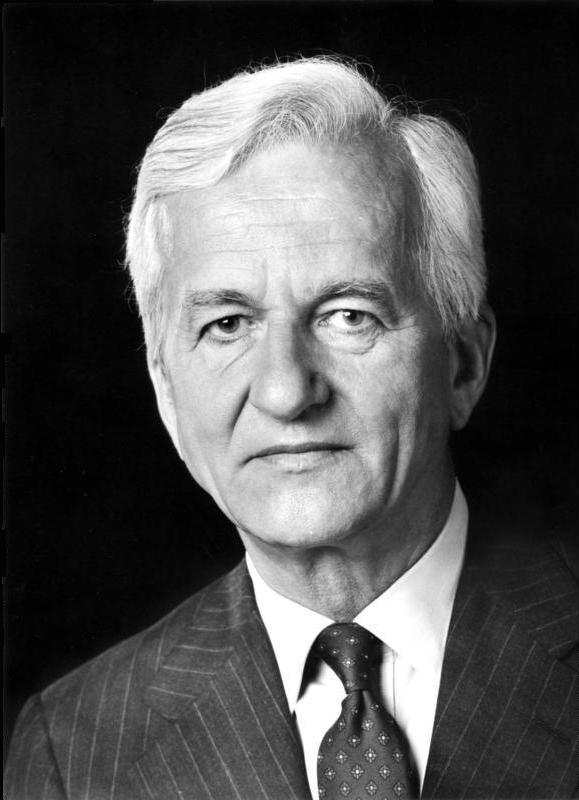
Richard von Weizsäcker (1984)

| Zeitraum           | Vorsitzende(r)                 |
| ------------------ | ------------------------------ |
| 1945–17. März 1946 | Karl Brammer                   |
| 1946–1947          | Kurt Landsberg                 |
| 1947–1952          | Walther Schreiber              |
| 1952–1955          | Robert Tillmanns               |
| 1955–1961          | Ernst Lemmer                   |
| 1961–1969          | Franz Amrehn                   |
| 1969–1981          | Peter Lorenz                   |
| 1981–1983          | Richard von Weizsäcker         |
| 1983–2002          | Eberhard Diepgen               |
| 2002–2003          | Christoph Stölzl               |
| 2003–2005          | Joachim Zeller                 |
| 2005–2008          | Ingo Schmitt                   |
| 2008               | Joachim Zeller (kommissarisch) |
| 2008–2016          | Frank Henkel                   |
| 2016–2019          | Monika Grütters                |
| seit 2019          | Kai Wegner                     |

## Vorsitzende in Ost-Berlin
| Zeitraum  | Vorsitzender  |
| --------- | ------------- |
| 1948–1949 | Helmut Brandt |
| 1949–1952 | Arnold Gohr   |

## Generalsekretäre in Berlin bzw. West-Berlin 1981–1990

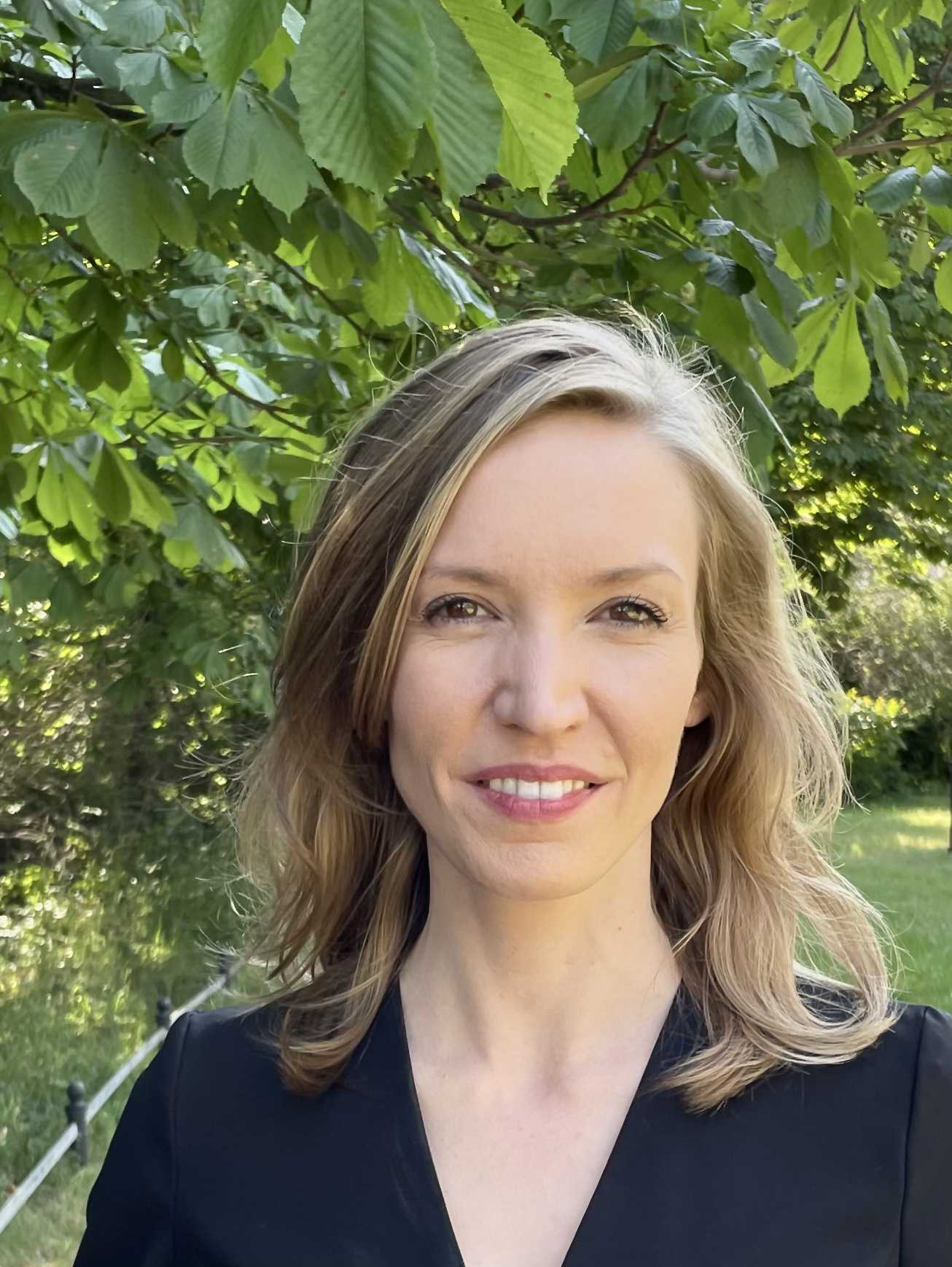
Ottilie Klein, amtierende Generalsekretärin der CDU Berlin

| Zeitraum  | Generalsekretär                |
| --------- | ------------------------------ |
| 1981–1985 | Günter Straßmeir               |
| 1985–1991 | Klaus-Rüdiger Landowsky        |
| 1991–1993 | Karl-Joachim Kierey            |
| 1993–1996 | Dieter Ernst                   |
| 1996–1998 | Gerhard Lawrentz               |
| 1998–2000 | Volker Liepelt                 |
| 2000–2001 | Ingo Schmitt                   |
| 2001–2002 | Joachim Zeller (kommissarisch) |
| 2002–2003 | Verena Butalikakis             |
| 2003–2005 | Gerhard Lawrentz               |
| 2005–2008 | Frank Henkel                   |
| 2008–2011 | Bernd Krömer                   |
| 2011–2016 | Kai Wegner                     |
| 2016–2023 | Stefan Evers                   |
| seit 2023 | Ottilie Klein                  |

## Fraktion im Berliner Abgeordnetenhaus

### Aktuelle Zusammensetzung
In der Fortsetzung der 19. Wahlperiode nach der Wiederholungswahl zum Berliner Abgeordnetenhaus 2023 ist die Fraktion der CDU mit 52 Abgeordneten, davon dreizehn Frauen, im Abgeordnetenhaus vertreten. Sie stellt damit die stärkste Fraktion. Fraktionsvorsitzender ist Dirk Stettner. Präsidentin des Abgeordnetenhauses ist die CDU-Abgeordnete Cornelia Seibeld. 

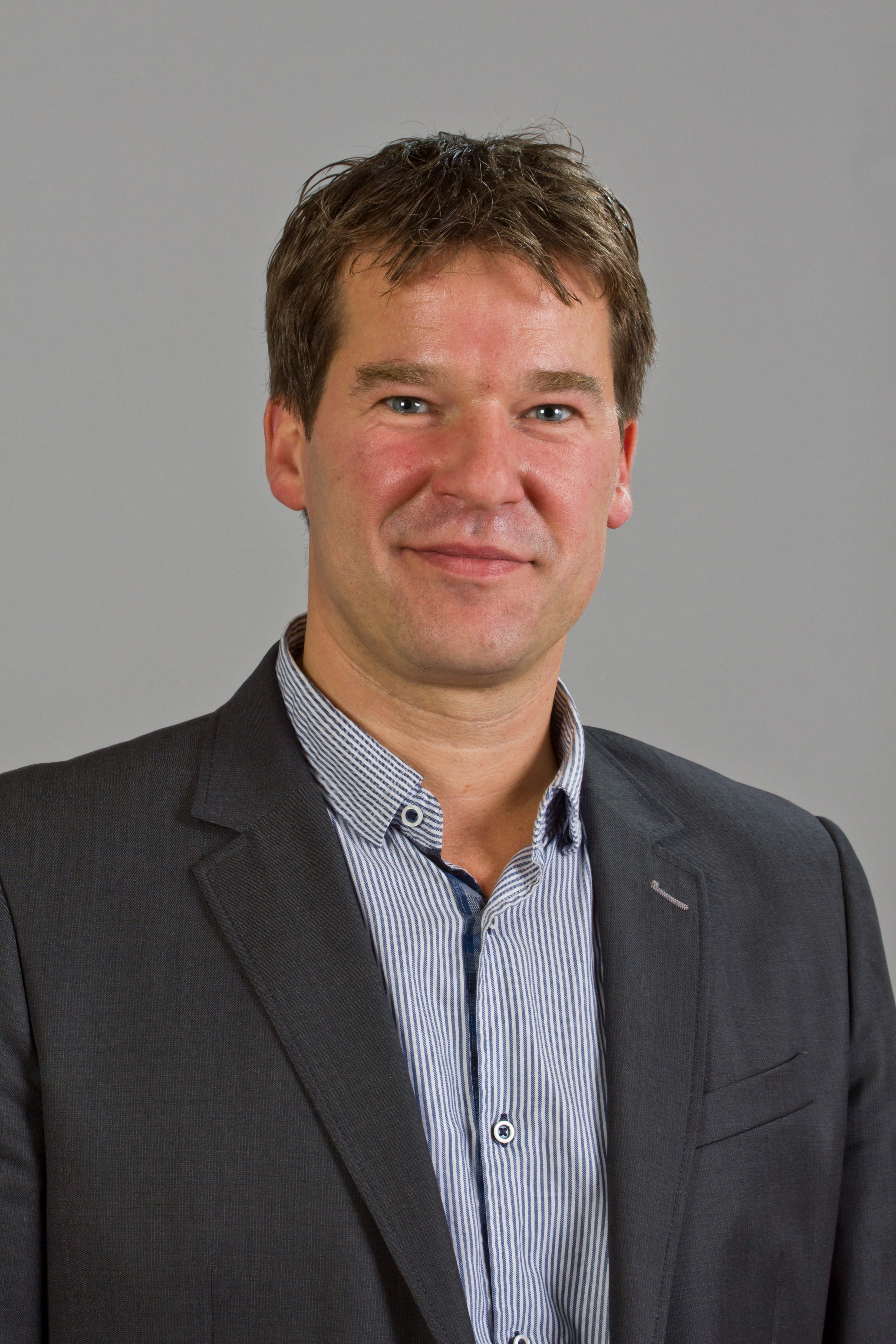
Dirk Stettner, aktueller Fraktionsvorsitzender

### Fraktionsvorsitzende
| Zeitraum  | Vorsitzender            |
| --------- | ----------------------- |
| 1948–1950 | Kurt Landsberg          |
| 1951–1956 | Ernst Lemmer            |
| 1959–1963 | Egon Endres             |
| 1963–1969 | Franz Amrehn            |
| 1969–1980 | Heinrich Lummer         |
| 1980–1984 | Eberhard Diepgen        |
| 1984–1989 | Dankward Buwitt         |
| 1989–1991 | Eberhard Diepgen        |
| 1991–2001 | Klaus-Rüdiger Landowsky |
| 2001–2003 | Frank Steffel           |
| 2003–2006 | Nicolas Zimmer          |
| 2006–2008 | Friedbert Pflüger       |
| 2008–2011 | Frank Henkel            |
| 2011–2018 | Florian Graf            |
| 2018–2021 | Burkard Dregger         |
| 2021–2023 | Kai Wegner              |
| seit 2023 | Dirk Stettner           |

### Abgeordnetenhausergebnisse

CDU Wahl zum Abgeordnetenhaus von Berlin 2023

| Abgeordnetenhausergebnisse | Abgeordnetenhausergebnisse | Abgeordnetenhausergebnisse | Abgeordnetenhausergebnisse |
| Jahr                       | Stimmen                    | Sitze                      | Spitzenkandidat            |
| -------------------------- | -------------------------- | -------------------------- | -------------------------- |
| 1950                       | 24,7 %                     | 34                         | Walther Schreiber          |
| 1954                       | 30,4 %                     | 44                         | Walther Schreiber          |
| 1958                       | 37,7 %                     | 55                         | Franz Amrehn               |
| 1963                       | 28,8 %                     | 41                         | Franz Amrehn               |
| 1967                       | 32,9 %                     | 47                         | Franz Amrehn               |
| 1971                       | 38,2 %                     | 54                         | Peter Lorenz               |
| 1975                       | 43,9 %                     | 69                         | Peter Lorenz               |
| 1979                       | 44,4 %                     | 63                         | Richard von Weizsäcker     |
| 1981                       | 48,0 %                     | 65                         | Richard von Weizsäcker     |
| 1985                       | 46,4 %                     | 69                         | Eberhard Diepgen           |
| 1989                       | 37,7 %                     | 55                         | Eberhard Diepgen           |
| 1990                       | 40,4 %                     | 101                        | Eberhard Diepgen           |
| 1995                       | 37,4 %                     | 87                         | Eberhard Diepgen           |
| 1999                       | 40,8 %                     | 76                         | Eberhard Diepgen           |
| 2001                       | 23,8 %                     | 35                         | Frank Steffel              |
| 2006                       | 21,3 %                     | 37                         | Friedbert Pflüger          |
| 2011                       | 23,4 %                     | 39                         | Frank Henkel               |
| 2016                       | 17,6 %                     | 31                         | Frank Henkel               |
| 2021                       | 18,0 %                     | 29                         | Kai Wegner                 |
| 2023                       | 28,2 %                     | 52                         | Kai Wegner                 |

## Regierende Bürgermeister von Berlin
Die nachfolgenden Politiker waren in der Position des Regierenden Bürgermeisters von Berlin Mitglied der CDU.

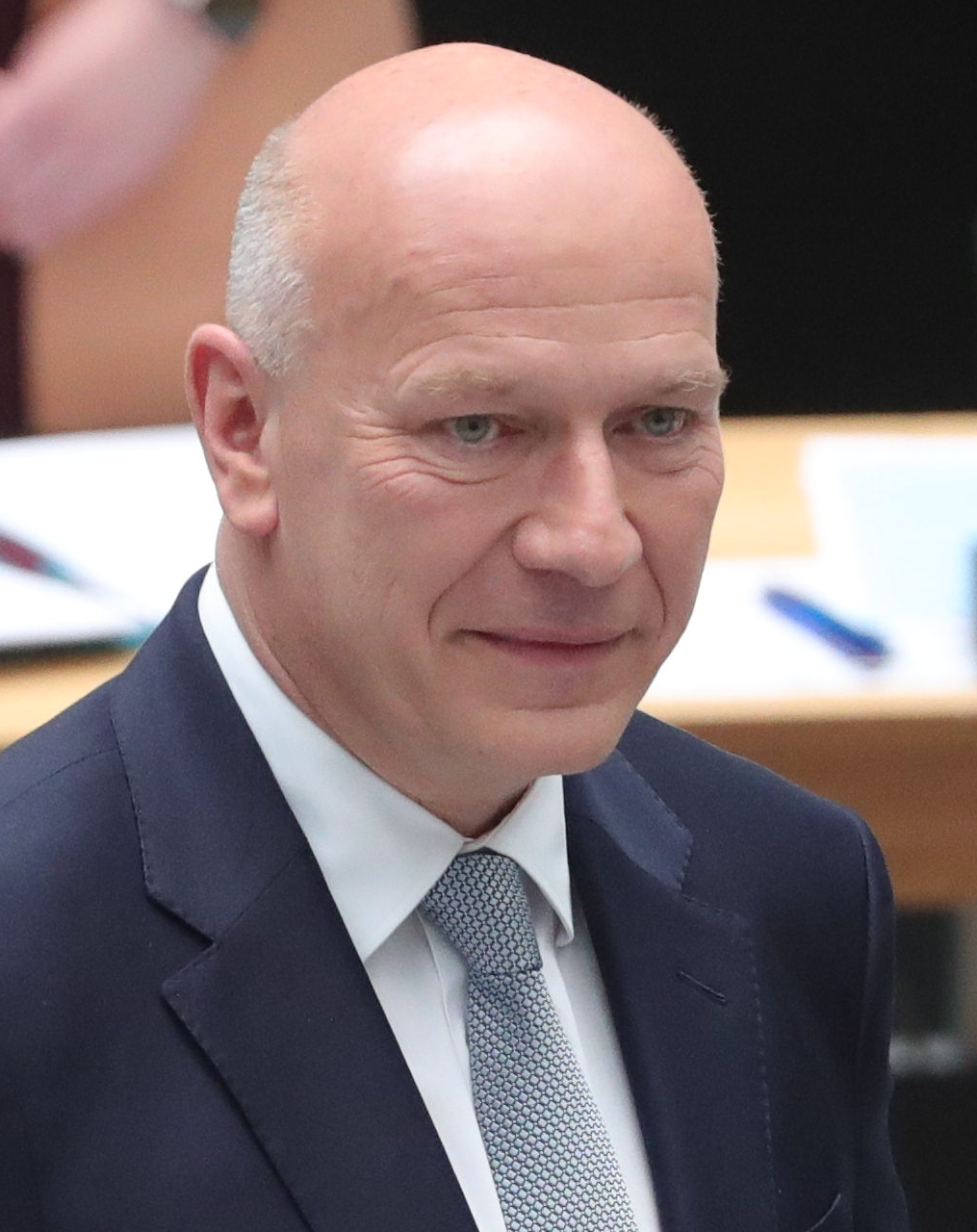
Kai Wegner seit 27. April 2023
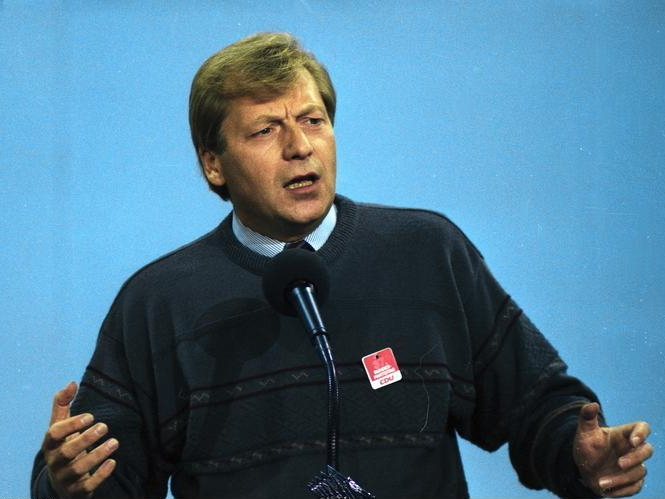
Eberhard Diepgen 9. Februar 1984 bis 16. März 1989 und 24. Januar 1991 bis 16. Juni 2001
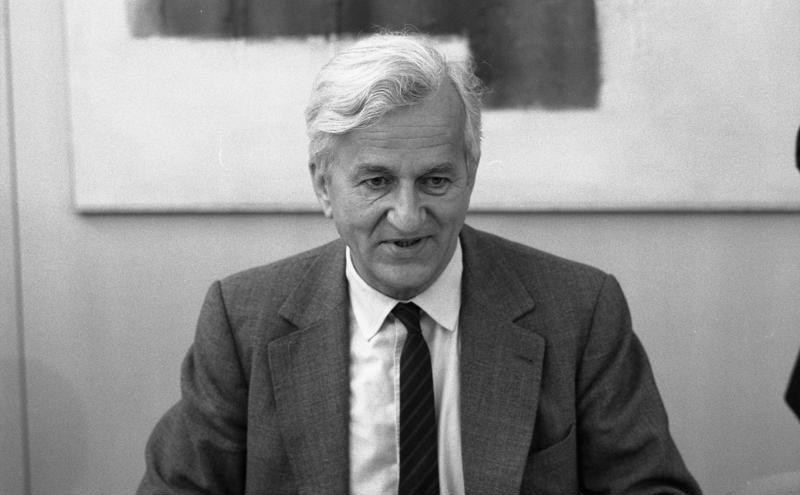
Richard von Weizsäcker 11. Juni 1981 bis 9. Februar 1984
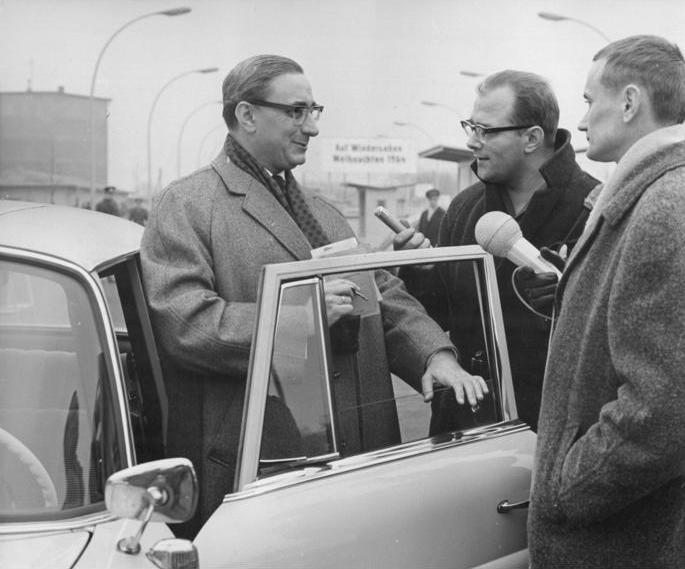
Franz Amrehn (links) 30. August 1957 bis 3. Oktober 1957 (kommissarisch)
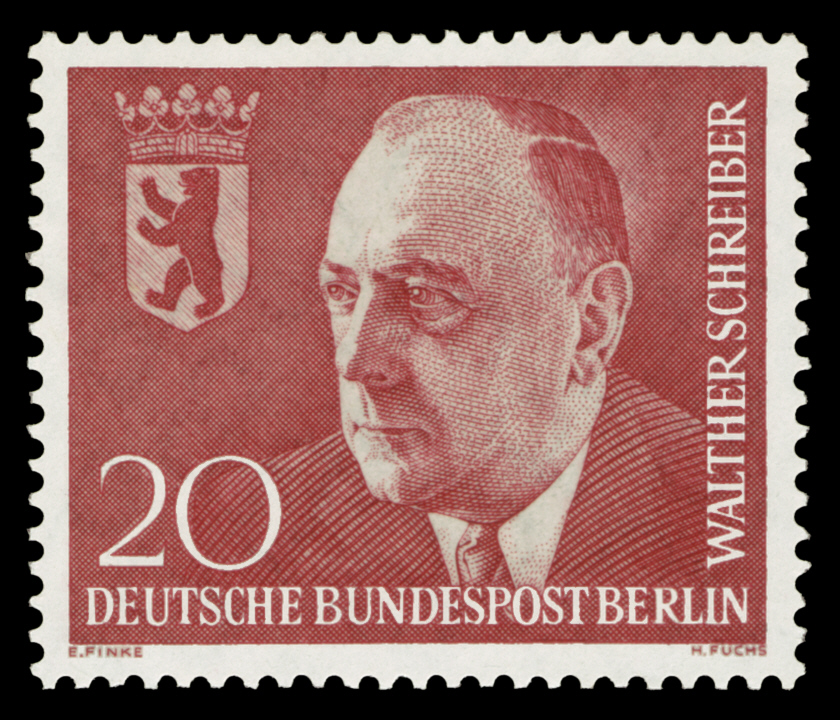
Walther Schreiber 22. Oktober 1953 bis 11. Januar 1955

- Eberhard Diepgen
9. Februar 1984 bis
16. März 1989 und
24. Januar 1991 bis
16. Juni 2001
- Richard von Weizsäcker
11. Juni 1981 bis
9. Februar 1984
- Franz Amrehn (links)
 30. August 1957 bis
 3. Oktober 1957 (kommissarisch)
- Walther Schreiber
 22. Oktober 1953 bis
11. Januar 1955

## Bezirksbürgermeister
In neun der zwölf Bezirksversammlungen ist die CDU seit 12. Februar 2023 die stärkste Fraktion. Sie stellt derzeit vier Bezirksbürgermeister.
Martin Schaefer ist Bezirksbürgermeister im Bezirk Lichtenberg.
Frank Bewig ist Bezirksbürgermeister im Bezirk Spandau.
Emine Demirbüken-Wegner ist Bezirksbürgermeisterin im Bezirk Reinickendorf.
Nadja Zivkovic ist Bezirksbürgermeisterin im Bezirk Marzahn-Hellersdorf.
Im Bezirk Charlottenburg-Wilmersdorf einigten sich CDU und Grüne auf die Bildung einer Zählgemeinschaft. Obwohl die CDU deutlich stärkste Kraft in der Bezirksversammlung ist, verzichtete sie zugunsten der Amtsinhaberin Kirstin Bauch (Grüne) auf den Bezirksbürgermeisterposten.

## Abgeordnete im Deutschen Bundestag
Die Berliner Bundestagsabgeordneten der ersten elf Wahlperioden wurden vom Abgeordnetenhaus gewählt und hatten aufgrund  des Viermächte-Status der Stadt bis zum 8. Juni 1990 nur eingeschränktes Stimmrecht im Bundestag.

### 1. Wahlperiode (1949–1953)
- Heinrich Krone
- Robert Tillmanns
- Ferdinand Friedensburg (eingetreten aufgrund der Erhöhung der Zahl der Berliner Abgeordneten am 1. Februar 1952)
- Ernst Lemmer (eingetreten aufgrund der Erhöhung der Zahl der Berliner Abgeordneten am 1. Februar 1952)
- Agnes Katharina Maxsein (eingetreten aufgrund der Erhöhung der Zahl der Berliner Abgeordneten am 1. Februar 1952)

### 2. Wahlperiode (1953–1957)
- Ferdinand Friedensburg
- Heinrich Krone (ab 15. Juni 1955 Vorsitzender der CDU/CSU-Bundestagsfraktion)
- Ernst Lemmer
- Agnes Katharina Maxsein
- Josef Stingl
- Robert Tillmanns (verstorben am 12. November 1955)
- Fritz Grantze (nachgerückt am 17. November 1955 für Robert Tillmanns)

### 3. Wahlperiode (1957–1961)
- Ernst Benda
- Ferdinand Friedensburg
- Johann Baptist Gradl
- Heinrich Krone (Vorsitzender der CDU/CSU-Bundestagsfraktion)
- Ernst Lemmer
- Agnes Katharina Maxsein
- Josef Stingl
- Karl Hübner (zu Beginn der Wahlperiode als Mitglied der FDV Gast der CDU/CSU-Fraktion; ab 1. Januar 1959 CDU-Mitglied)

### 4. Wahlperiode (1961–1965)
- Ernst Benda
- Ferdinand Friedensburg
- Johann Baptist Gradl
- Karl Hübner
- Heinrich Krone
- Ernst Lemmer
- Agnes Katharina Maxsein
- Johannes Müller
- Josef Stingl

### 5. Wahlperiode (1965–1969)
- Ernst Benda
- Johann Baptist Gradl
- Ernst Lemmer
- Agnes Katharina Maxsein
- Johannes Müller
- Josef Stingl (Mandat niedergelegt am 15. Juni 1968)
- Liselotte Pieser (nachgerückt am 26. Juni 1968 für Josef Stingl)

### 6. Wahlperiode (1969–1972)
- Franz Amrehn
- Ernst Benda (Mandat niedergelegt am 6. Dezember 1971)
- Johann Baptist Gradl
- Georg Kotowski
- Ernst Lemmer (verstorben am 18. August 1970)
- Johannes Müller
- Liselotte Pieser
- Jürgen Wohlrabe
- Karl-Heinz Schmitz (nachgerückt am 20. August 1970 für Ernst Lemmer; Mandat niedergelegt am 25. August 1971)
- Lieselotte Berger (nachgerückt am 26. August 1971 für Karl-Heinz Schmitz)
- Klaus-Peter Schulz (zu Beginn der Wahlperiode Mitglied der SPD-Bundestagsfraktion; ab 14. Oktober 1971 fraktionslos; ab 19. Oktober 1971 CDU-Mitglied)
- Georg Kunz (nachgerückt am 13. Dezember 1971 für Ernst Benda)

### 7. Wahlperiode (1972–1976)
- Franz Amrehn
- Lieselotte Berger
- Johann Baptist Gradl
- Gerhard Kunz
- Johannes Müller
- Liselotte Pieser
- Klaus-Peter Schulz
- Günter Straßmeir
- Jürgen Wohlrabe

### 8. Wahlperiode (1976–1980)
- Franz Amrehn
- Lieselotte Berger
- Johann Baptist Gradl
- Peter Kittelmann
- Gerhard Kunz
- Peter Lorenz (Mandat niedergelegt am 23. Februar 1977)
- Rudolf Luster
- Johannes Müller
- Liselotte Pieser
- Günter Straßmeir
- Jürgen Wohlrabe (Mandat niedergelegt am 11. September 1979)
- Gero Pfennig (nachgerückt am 24. Februar 1977 für Peter Lorenz)
- Dietrich Bahner (nachgerückt am 12. September 1979 für Jürgen Wohlrabe)

### 9. Wahlperiode (1980–1983)
- Franz Amrehn (verstorben am 4. Oktober 1981)
- Dietrich Bahner
- Lieselotte Berger
- Eberhard Diepgen (Mandat niedergelegt am 3. Februar 1981)
- Wolfgang Hackel
- Joachim Kalisch
- Peter Kittelmann
- Gerhard Kunz (Mandat niedergelegt am 15. Juni 1981)
- Peter Lorenz
- Günter Straßmeir
- Richard von Weizsäcker (bis 21. März 1981 Vizepräsident des Bundestages; Mandat niedergelegt am 15. Juni 1981)
- Gerhard Schulze (nachgerückt am 4. Februar 1981 für Eberhard Diepgen)
- Helmut Buschbom (nachgerückt am 16. Juni 1981 für Gerhard Kunz)
- Werner Dolata (nachgerückt am 16. Juni 1981 für Richard von Weizsäcker)
- Peter Boroffka (nachgerückt am 6. Oktober 1981 für Franz Amrehn)

### 10. Wahlperiode (1983–1987)
- Lieselotte Berger
- Peter Boroffka
- Helmut Buschbom
- Werner Dolata
- Jochen Feilcke
- Wolfgang Hackel (Mandat niedergelegt am 1. Dezember 1985)
- Joachim Kalisch
- Peter Kittelmann
- Peter Lorenz
- Gerhard Schulze
- Günter Straßmeir
- Gero Pfennig (nachgerückt am 1. Dezember 1985 für Wolfgang Hackel)

### 11. Wahlperiode (1987–1990)
- Lieselotte Berger (verstorben am 26. September 1989)
- Helmut Buschbom
- Jochen Feilcke
- Joachim Kalisch
- Peter Kittelmann
- Peter Lorenz (verstorben am 6. Dezember 1987)
- Heinrich Lummer
- Christian Neuling
- Gero Pfennig
- Gerhard Schulze
- Günter Straßmeir
- Dietrich Mahlo (nachgerückt am 8. Dezember 1987 für Peter Lorenz)
- Gabriele Rost (nachgerückt am 26. September 1989 für Lieselotte Berger; Mandat niedergelegt am 16. Februar 1990)
- Gerhard Dewitz (nachgerückt am 20. Februar 1990 für Gabriele Rost)
- Sabine Bergmann-Pohl (eingetreten am 3. Oktober 1990 aufgrund der Wahl durch die Volkskammer)
- Lothar de Maizière (eingetreten am 3. Oktober 1990 aufgrund der Wahl durch die Volkskammer)

### 12. Wahlperiode (1990–1994)
- Sabine Bergmann-Pohl (Landesliste)
- Dankward Buwitt (Wahlkreis Berlin-Neukölln)
- Jochen Feilcke (Wahlkreis Berlin-Kreuzberg – Schöneberg)
- Horst Gibtner (Landesliste)
- Peter Kittelmann (Wahlkreis Berlin-Spandau)
- Heinrich Lummer (Landesliste)
- Dietrich Mahlo (Wahlkreis Berlin-Charlottenburg – Wilmersdorf)
- Christian Neuling (Wahlkreis Berlin-Tiergarten – Wedding – Nord-Charlottenburg)
- Gero Pfennig (Wahlkreis Berlin-Zehlendorf – Steglitz)
- Rupert Scholz (Wahlkreis Berlin-Tempelhof – Südost-Steglitz)
- Werner Skowron (Landesliste)
- Gabriele Wiechatzek (Wahlkreis Berlin-Reinickendorf)

### 13. Wahlperiode (1994–1998)
- Sabine Bergmann-Pohl (Landesliste)
- Dankward Buwitt (Wahlkreis Berlin-Neukölln)
- Jochen Feilcke (Landesliste)
- Wilma Glücklich (Landesliste)
- Heinrich Lummer (Wahlkreis Berlin-Spandau)
- Dietrich Mahlo (Wahlkreis Berlin-Charlottenburg – Wilmersdorf)
- Gero Pfennig (Wahlkreis Berlin-Zehlendorf – Steglitz)
- Rupert Scholz (Wahlkreis Berlin-Tempelhof)
- Diethard Schütze (Wahlkreis Berlin-Reinickendorf)

### 14. Wahlperiode (1998–2002)
- Sabine Bergmann-Pohl (Landesliste)
- Dankward Buwitt (Landesliste)
- Siegfried Helias (Landesliste)
- Günter Nooke (Landesliste)
- Rupert Scholz (Landesliste)
- Diethard Schütze (Landesliste)
- Edeltraut Töpfer (Landesliste)

### 15. Wahlperiode (2002–2005)
- Verena Butalikakis (Landesliste)
- Roland Gewalt (Landesliste)
- Siegfried Helias (Landesliste)
- Günter Nooke (Landesliste)
- Peter Rzepka (Landesliste)
- Edeltraut Töpfer (Landesliste)

### 16. Wahlperiode (2005–2009)
- Monika Grütters (Landesliste)
- Peter Rzepka (Landesliste)
- Ingo Schmitt (Landesliste)
- Kai Wegner (Landesliste)
- Karl-Georg Wellmann (Wahlkreis Berlin-Zehlendorf – Steglitz)

### 17. Wahlperiode (2009–2013)
- Monika Grütters (Landesliste)
- Jan-Marco Luczak (Wahlkreis Berlin-Tempelhof – Schöneberg)
- Frank Steffel (Wahlkreis Berlin-Reinickendorf)
- Stefanie Vogelsang (Wahlkreis Berlin-Neukölln)
- Kai Wegner (Wahlkreis Berlin-Spandau – Charlottenburg Nord)
- Karl-Georg Wellmann (Wahlkreis Berlin-Zehlendorf – Steglitz)

### 18. Wahlperiode (2013–2017)
- Klaus-Dieter Gröhler (Wahlkreis Berlin-Charlottenburg – Wilmersdorf)
- Monika Grütters (Landesliste)
- Philipp Lengsfeld (Landesliste)
- Jan-Marco Luczak (Wahlkreis Berlin-Tempelhof – Schöneberg)
- Martin Pätzold (Landesliste)
- Christina Schwarzer (Landesliste)
- Frank Steffel (Wahlkreis Berlin-Reinickendorf)
- Kai Wegner (Wahlkreis Berlin-Spandau – Charlottenburg Nord)
- Karl-Georg Wellmann (Wahlkreis Berlin-Steglitz – Zehlendorf)

### 19. Wahlperiode (2017–2021)
- Klaus-Dieter Gröhler (Wahlkreis Berlin-Charlottenburg – Wilmersdorf)
- Monika Grütters (Landesliste)
- Thomas Heilmann (Wahlkreis Berlin-Steglitz – Zehlendorf)
- Jan-Marco Luczak (Wahlkreis Berlin-Tempelhof – Schöneberg)
- Frank Steffel (Wahlkreis Berlin-Reinickendorf)

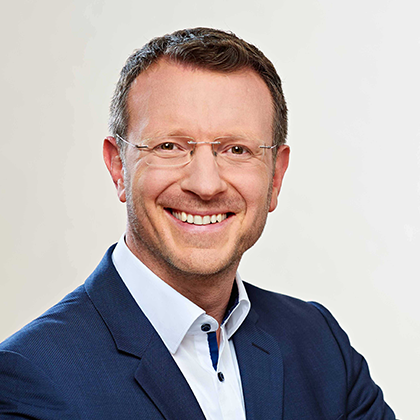
Jan-Marco Luczak ist der aktuelle Vorsitzende der Landesgruppe Berlin.

- Kai Wegner (Landesliste)

### 20. Wahlperiode (2021–2025)
- Thomas Heilmann (Steglitz-Zehlendorf; Wahlkreis 79)
- Mario Czaja (Marzahn-Hellersdorf; Wahlkreis 85)
- Monika Grütters (Reinickendorf; Wahlkreis 77)
- Ottilie Klein (Mitte, gewählt über Landesliste)
- Jan-Marco Luczak (Tempelhof-Schöneberg, gewählt über Landesliste)

### 21. Wahlperiode (seit 2025)
In der 21. Legislaturperiode wurden fünf Abgeordnete für die CDU Berlin in den Deutschen Bundestag gewählt:
- Adrian Grasse (Steglitz-Zehlendorf; Wahlkreis 78)
- Ottilie Klein (Berlin-Neukölln, gewählt über Landesliste)
- Lukas Krieger (Berlin-Charlottenburg – Wilmersdorf; Wahlkreis 79)
- Jan-Marco Luczak (Berlin-Tempelhof – Schöneberg, gewählt über Landesliste; Vorsitzender der CDU-Landesgruppe)
- Marvin Schulz (Berlin-Reinickendorf; Wahlkreis 76)

## Abgeordnete im Europäischen Parlament
Die CDU Berlin ist mit einer Abgeordneten im Europäischen Parlament vertreten. Sie ist dort Mitglied der EVP-Fraktion:
- Hildegard Bentele

## Eberhard-Diepgen-Preis
Am 9. März 2018 beschloss der CDU-Landesverband während einer Klausurtagung in Nauen die Schaffung eines Eberhard-Diepgen-Preises, der seit November 2018 regelmäßig für besondere Verdienste um den sozialen Zusammenhalt in Berlin verliehen wird.